# Tour Pies Descalzos
Tour Pies Descalzos foi a primeira turnê da cantora colombiana Shakira que teve 74 apresentações, incluindo aparições na televisão, promovendo o álbum Pies descalzos (1995). A tunê percorreu países como: Colômbia, Equador, Estados Unidos, Brasil, Espanha, Venezuela, Honduras, Porto Rico, República Dominicana, Nicarágua, México, entre outros. Todos os shows no Brasil foram completamente esgotados. No entanto, uma polêmica surgiu na América do Sul devido aos supostos usos de  "Playbacks" e má organização durante os shows em Honduras. O concerto no Equador foi filmado e transmitido na televisão em rede nacional.

## Lista de músicas
1. Intro & Vuelve
2. Quiero
3. Un poco de amor
4. Te Espero Sentada
5. Pies Descalzos, Sueños Blancos
6. Pienso En Ti
7. Antología
8. Se Quiere...Se Mata
9. Estoy Aquí
10. Te Necesito
11. ¿Dónde estás corazón?*
12. Magia **
13. Tu Seras La Historia De Mi Vida **

(*) Apresentada só em algumas Datas
(**) Apresentada somente na Colombia

## Datas dos shows
| Data                       | Cidade                  | País                 | Local                                 |
| -------------------------- | ----------------------- | -------------------- | ------------------------------------- |
| América do Sul             |                         |                      |                                       |
| 27 de fevereiro de 1996    | Medellín                | Colômbia             | Plaza de Toros La Macarena            |
| 29 de fevereiro de 1996    | Bogotá                  | Colômbia             | Estadio El Campín                     |
| 1 de março de 1996         | Cali                    | Colômbia             | Coliseo El Pueblo                     |
| 26 de março de 1996        | Bogotá                  | Colômbia             | Estadio El Campín                     |
| 10 de abril de 1996[A]     | Manizales               | Colômbia             | Plaza de Toros de Manizales           |
| 11 de abril de 1996[A]     | Armenia                 | Colômbia             | Plaza de Toros de Armenia             |
| 12 de abril de 1996[A]     | Ibagué                  | Colômbia             | Estádio Manuel Murillo Toro           |
| 17 de abril de 1996[A]     | Medellín                | Colômbia             | Estadio Atanasio Girardot             |
| 18 de abril de 1996[A]     | Cali                    | Colômbia             | Estadio Olímpico Pascual Guerrero     |
| 11 de julho de 1996        | Quito                   | Equador              | Coliseo General Rumiñahui             |
| 12 de julho de 1996        | Guayaquil               | Equador              | Coliseo Voltaire Paladines Polo       |
| 13 de julho de 1996        | Cuenca                  | Equador              | Coliseo Mayor de Deportes             |
| 23 de agosto de 1996       | Caracas                 | Venezuela            | Poliedro de Caracas                   |
| 25 de agosto de 1996       | Porlamar                | Venezuela            | Explanada Santiago Mariño             |
| América Central            |                         |                      |                                       |
| 11 de julho de 1996        | Cidade da Guatemala     | Guatemala            | Estadio del Ejército                  |
| 29 de julho de 1996        | San Salvador            | El Salvador          | Anfiteatro del CIFCO                  |
| América do Sul             |                         |                      |                                       |
| 1 de agosto de 1996[B]     | Lima                    | Peru                 | Auditorio de la Feria del Hogar       |
| 2 de agosto de 1996        | Lima                    | Peru                 | Centro de Convenciones Real Audiencia |
| América Central            |                         |                      |                                       |
| 4 de agosto de 1996        | Tegucigalpa             | Honduras             | Coliseo Nacional de Ingenieros        |
| América do Sul             |                         |                      |                                       |
| 15 de agosto de 1996       | Barranquilla            | Colômbia             | Romelio Martínez Stadium              |
| 16 de agosto de 1996       | Santa Marta             | Colômbia             | Estadio Eduardo Santos                |
| 17 de agosto de 1996       | Cartagena das Índias    | Colômbia             | Plaza de Toros de La Serrezuela       |
| América Central e do Norte |                         |                      |                                       |
| 21 de agosto de 1996       | Santo Domingo           | República Dominicana | Teatro La Fiesta Del Hotel Jaragua    |
| 23 de agosto de 1996       | San Juan                | Porto Rico           | Coliseu Roberto Clemente              |
| 5 de outubro de 1996       | San Bernardino          | Estados Unidos       | Blockbuster Pavilion                  |
| 6 de outubro de 1996       | Los Angeles             | Estados Unidos       | Universal Amphitheatre                |
| América do Sul             |                         |                      |                                       |
| 30 de outubro de 1996      | Lima                    | Peru                 | Estadio Universidad San Marcos        |
| 1 de novembro de 1996      | Cúcuta                  | Colômbia             | Estadio General Santander             |
| 14 de novembro de 1996[A]  | Medellín                | Colômbia             | Estadio Atanasio Girardot             |
| América Central e do Norte |                         |                      |                                       |
| 17 de novembro de 1996     | Nova York               | Estados Unidos       | Beacon Theatre                        |
| 21 de novembro de 1996     | Cidade do México        | México               | La Boom Disco                         |
| 22 de novembro de 1996     | Cidade do México        | México               | Auditório Nacional                    |
| 23 de novembro de 1996     | Monterrey               | México               | Auditorio Coca-Cola                   |
| 27 de novembro de 1996     | Heredia                 | Costa Rica           | Palacio de los Deportes               |
| 28 de novembro de 1996     | Cidade da Guatemala     | Guatemala            | Plaza De Toros Monumental             |
| 29 de novembro de 1996     | San Salvador            | El Salvador          | Gimnasio Nacional José Adolfo Pineda  |
| América do Sul             |                         |                      |                                       |
| 30 de novembro de 1996     | Manaus                  | Brasil               | Teatro Amazonas                       |
| 1 de dezembro de 1996      | Belém                   | Brasil               | Teatro da Paz                         |
| 2 de dezembro de 1996      | Barretos                | Brasil               | Estádio Antônio Gomes Martins         |
| 3 de novembro de 1996      | Goiânia                 | Brasil               | Estádio Antônio Accioly               |
| 4 de dezembro de 1996      | Brasília                | Brasil               | Ginásio Nilson Nelson                 |
| 5 de dezembro de 1996      | Maringá                 | Brasil               | Estádio Willie Davids                 |
| 6 de dezembro de 1996      | Belo Horizonte          | Brasil               | Estádio Independência                 |
| 7 de dezembro de 1996      | Salvador                | Brasil               | Espaço de Shows do Othon Plaza        |
| 8 de dezembro de 1996      | Recife                  | Brasil               | Ginásio de Esportes Geraldo Magalhães |
| 9 de dezembro de 1996      | Belo Horizonte          | Brasil               | Mineirinho                            |
| 10 de dezembro de 1996     | Florianópolis           | Brasil               | Estádio Orlando Scarpelli             |
| 31 de dezembro de 1996[A]  | Pereira                 | Colômbia             | Estádio Hernán Ramírez Villegas       |
| Europa                     |                         |                      |                                       |
| 4 de dezembro de 1996      | Madrid                  | Espanha              | Raimundo Saporta Pavilion             |
| 6 de dezembro de 1996      | Barcelona               | Espanha              | Palau Sant Jordi                      |
| América do Sul             |                         |                      |                                       |
| 17 de fevereiro de 1997[C] | Viña del Mar            | Chile                | Anfiteatro de la Quinta Vergara       |
| 28 de fevereiro de 1997    | Bogotá                  | Colômbia             | Estadio El Campín                     |
| 2 de março de 1997         | Santo André             | Brasil               | Clube Atlético Aramaçan               |
| 3 de março de 1997         | São Paulo               | Brasil               | Olympia                               |
| 4 de março de 1997         | São Paulo               | Brasil               | Olympia                               |
| 5 de março de 1997         | Santos                  | Brasil               | Reggae Night                          |
| 6 de março de 1997         | São Paulo               | Brasil               | Moinho Santo Antônio                  |
| 7 de março de 1997         | Mogi das Cruzes         | Brasil               | La Boom                               |
| 8 de março de 1997         | Campinas                | Brasil               | Ginásio do Guarani                    |
| 11 de março de 1997        | Santa Cruz de la Sierra | Bolívia              | Estádio Ramón Tahuichi Aguilera       |
| 12 de março de 1997        | Curitiba                | Brasil               | Teatro Guaíra                         |
| 15 de março de 1997        | Caxias do Sul           | Brasil               | Teatro de Lona                        |
| 16 de março de 1997        | Santa Maria             | Brasil               | Centro Desportivo Municipal           |
| 20 de março de 1997        | Pelotas                 | Brasil               | Associação Rural de Pelotas           |
| 21 de março de 1997        | Porto Alegre            | Brasil               | Gigantinho                            |
| 22 de março de 1997        | Bagé                    | Brasil               | Ginásio Presidente Médici             |
| 23 de março de 1997        | Uruguaiana              | Brasil               | Ginásio Municipal de Uruguaiana       |
| 29 de março de 1997        | Campos do Jordão        | Brasil               | Kart Indoor Jardim Sul                |
| 3 de abril de 1997         | Curitiba                | Brasil               | The Forum                             |
| América Central e do Norte |                         |                      |                                       |
| 11 de abril de 1997        | Los Angeles             | Estados Unidos       | Pantages Theatre                      |
| 12 de abril de 1997        | Miami                   | Estados Unidos       | James L. Knight Center                |
| 17 de abril de 1997        | Chicago                 | Estados Unidos       | Aragon Ballroom                       |
| 18 de abril de 1997        | Houston                 | Estados Unidos       | Houston Music Hall                    |
| 31 de julho de 1997        | Tegucigalpa             | Honduras             | Coliseo Nacional de Ingenieros        |
| 1 de agosto de 1997        | Managua                 | Nicarágua            | Estadio Nacional de Futbol Nicaragua  |
| 4 de agosto de 1997        | San Pedro Sula          | Honduras             | Estádio Francisco Morazán             |
| América do Sul             |                         |                      |                                       |
| 24 de agosto de 1997       | Barretos                | Brasil               | Festa do Peão de Barretos             |
| 28 de agosto de 1997       | Goiânia                 | Brasil               | Clube Jaó                             |
| 29 de agosto de 1997       | Uberlândia              | Brasil               | Parque de Exposições do Camaru        |
| 30 de agosto de 1997       | Brasília                | Brasil               | Ginásio Nilson Nelson                 |
| 4 de setembro de 1997      | Maringá                 | Brasil               | Cinema Café                           |
| 6 de setembro de 1997      | Manaus                  | Brasil               | Studio 5                              |
| 7 de setembro de 1997      | Belém                   | Brasil               | Assembleia Paraense                   |
| 12 de setembro de 1997     | Novo Hamburgo           | Brasil               | Sociedade Ginástica de Novo Hamburgo  |
| 13 de setembro de 1997     | São Paulo               | Brasil               | Olympia                               |
| 17 de setembro de 1997     | Rio de Janeiro          | Brasil               | Metropolitan                          |
| 19 de setembro de 1997     | Belo Horizonte          | Brasil               | Estação 767                           |
| 20 de setembro de 1997     | Taubaté                 | Brasil               | Associação de Taubaté                 |
| 21 de setembro de 1997     | São Paulo               | Brasil               | Clube Esperia                         |
| 27 de setembro de 1997     | Buenos Aires            | Argentina            | Anfiteatro del Parque de la Costa     |
| 28 de setembro de 1997     | Buenos Aires            | Argentina            | Anfiteatro del Parque de la Costa     |
| 10 de outubro de 1997      | Bogotá                  | Colômbia             | Estadio El Campín                     |

## Mortes
Na cidade, Barranquilla houve uma tragédia que resultou em três mortes no dia do concerto. No Estádio havia superlotação no qual duas pessoas morreram por tiros e um adolescente se matou porque seus pais não o deixou ir.